# Ehrenkirchen
Ehrenkirchen est une commune de Bade-Wurtemberg (Allemagne), située dans l'arrondissement de Brisgau-Haute-Forêt-Noire, dans le district de Fribourg-en-Brisgau.

## Jumelage
Ehrenkirchen est membre de la fédération des Villes de Lazare de Schwendi créée en 1986.

Paysage de la plaine d'Alsace à Ehrenkirchen, au pied de la Forêt-Noire.